# Aquiloeurycea galeanae
Aquiloeurycea galeanae é uma espécie de salamandra da família Plethodontidae.
É endémica do México.
Os seus habitats naturais são: regiões subtropicais ou tropicais húmidas de alta altitude, matagal húmido tropical ou subtropical, plantações  e florestas secundárias altamente degradadas.
Está ameaçada por perda de habitat.